# Tatort: Morde ohne Leichen
Morde ohne Leichen ist ein österreichischer Fernsehkrimi aus dem Jahr 1997. Das Drehbuch schrieb Wolfgang Murnberger, der auch Regie führte. Es war die insgesamt 360. Tatort-Folge und der zweite und letzte Fall von Oberinspektor Kant (Wolfgang Hübsch) als Hauptermittler. Der zum Chefinspektor beförderte Fichtl und sein Team haben es mit einer Reihe von spurlos verschwundenen Menschen zu tun, die offensichtlich einem raffinierten Auftragsmörder zum Opfer fielen.

## Handlung
Der Bruder einer jungen Ungarin hat seine Schwester als vermisst gemeldet und als die Polizei ihre Wohnung aufbricht, findet sie dort niemanden vor. Oberinspektor Kant und Inspektor Varanasi stehen vor einem Rätsel, Chefinspektor Fichtl weist die beiden darauf hin, dass es in letzter Zeit eine ganze Reihe von verschwundenen Menschen in Wien gibt. Kant und Varanasi finden in der Wohnung Indizien, dass die junge Frau Erpressungen betrieben hatte, zudem ging die Dame offensichtlich der Prostitution nach. Über Kants Freundin, die Barbesitzerin Maria, meldet sich eine Freundin der Vermissten bei ihm. Sie sagt aus, dass die Vermisste Rechtsanwälte und Ärzte verführt und sie anschließend erpresst hat. Kant und Varanasi suchen Professor Ellinger, der Kunde der Vermissten war, auf, dieser bestreitet, jemals bei einer Prostituierten gewesen zu sein. Die gut situierte Herrenausstatterin Therese Hohenberg beauftragt unterdessen den Killer Mag. Ritte, ihren untreuen Ehemann zu beseitigen. Ellinger wird mittlerweile durch ein von Varanasi gesichertes Schamhaar als Kunde der Vermissten identifiziert, dieser gibt schließlich zu, bei ihr gewesen zu sein, er bestreitet allerdings, von ihr erpresst worden zu sein.
Mag. Ritte trifft sich mit Frau Hohenberg und lässt sich von ihr den Schlüssel ihrer Villa aushändigen. Er garantiert, dass keine Spuren entstehen und sagt ihr, dass sie zur Tatzeit verreisen und sich am Urlaubsort zeigen solle. Kant und sein Team stellen fest, dass Ellinger während der Tatzeit im Urlaub war, auch bei den vorherigen Vermisstenfällen waren die Hauptverdächtigen jeweils zur Tatzeit längerfristig verreist, Kant und Varanasi vermuten Auftragsmorde, fragen sich aber, wo die Leichen sind. Mag. Ritte sucht Hohenberg in der Villa seiner Frau auf und trifft ihn mit einem Giftpfeil, sein Umgang mit ihm ist betont höflich und kultiviert. Das Gift wirkt tödlich, wie Mag. Ritte seinem Opfer erklärt, er habe nur noch wenige Minuten zu leben. Er bietet dem Sterbenden eine letzte Zigarette an und erklärt ihm, dass dieser unmoralisch gelebt und den Tod verdient habe. Nachdem sein Opfer gestorben ist, steckt Mag. Ritte ihm ein Geldbündel in den Mund, dann verlässt er die Villa. Anschließend ruft er seine osteuropäischen Partner an, die die Leiche abholen sollen. Allerdings hält sich ein Obdachloser auf dem Grundstück der Hohenbergs auf und findet die Leiche des Hausherrn. Das Geldbündel in seinem Mund nimmt er an sich, ebenso dessen Schuhe. Der Obdachlose beobachtet aus einem Versteck, wie die Osteuropäer Hohenbergs Leiche abtransportieren. Die Osteuropäer beschweren sich kurz darauf bei Mag. Ritte, dass kein Geld bei der Leiche gewesen sei, dieser trifft sich mit dem von ihm beauftragten Bestatter Jordan und Mag. Ritte klärt das Problem und beruhigt seine Komplizen, er habe das Geld lediglich vergessen.
Der Obdachlose, der das Geld an sich genommen hatte, wird wegen einer Schlägerei festgenommen und erklärt der Polizei gegenüber seine Beobachtungen aus der Villa Hohenberg, woraufhin Kant mit ihm dorthin fährt. Mag. Ritte, der an den Tatort zurückgekehrt ist, um den Verbleib des von ihm zurückgelassenen Honorars zu klären, beobachtet Kant und Varanasis Lokaltermin mit dem Zeugen aus der Ferne. Der Zeuge beschreibt auch den Abtransport der Leiche durch die Osteuropäer. Kant und Varanasi finden heraus, dass Therese Hohenberg verreist ist, wie die potentiellen Auftraggeber in den vorherigen Fällen auch, und dass der Vermisste nicht erreichbar ist. Der Zeuge sagt aus, dass bei den Osteuropäern die Schlaufe eines Trauerkranzes aus dem Kofferraum geragt habe, dadurch kommen Kant und Varanasi darauf, dass es sich um Leute aus dem Bestattermilieu handeln muss. Während am nächsten Morgen die Polizei alle Bestatter Wiens durchgeht, beschattet Mag. Ritte den Obdachlosen. Durch die Überprüfung kann Varanasi den Wagen ausfindig machen, mit dem die Leiche von Franz Hohenberg abtransportiert wurde, auch die beiden serbischen Bestatter kann er ausfindig machen. Mag. Ritte sucht den obdachlosen Zeugen auf, er tötet ihn und einen Gefährten, die Leichen landen in einer Baugrube. Varanasi beobachtet unterdessen, wie die Leiche von Franz Hohenberg in den Sarg zu einem anderen dazugelegt wird. Kant geht zu dem Bestatter Jordan, der das Begräbnis organisiert, dort erfährt er jedoch nichts Weiteres. Er unterrichtet Fichtl über die bisherigen Ergebnisse und schlägt vor, die Leiche heimlich zu exhumieren, um keinen Staub aufzuwirbeln, Fichtl organisiert die Exhumierung, während Kant seine Freundin Maria als Lockvogel einsetzt, die in der Szene nach einem Auftragskiller suchen soll.
Über den Scheidungsanwalt Dr. Hildebrandt und diverse Zeitungsanzeigen kommt Maria mit Mag. Ritte in Kontakt, unterdessen erfährt Varanasi aus der Gerichtsmedizin, dass Franz Hohenberg, dessen Leiche mittlerweile obduziert wurde, an Gift gestorben ist. Maria befolgt Mag. Rittes umfangreiche Anweisungen zur Kontaktaufnahme, die Observierung durch die Polizei scheitert, da Maria sonst aufgeflogen wäre. Kant lässt sich von Maria als Mordopfer beschreiben. Aufmerksam beobachten die Beamten die von Mag. Ritte raffiniert geplante Übergabe des von Maria zu zahlenden Vorschusses. Maria musste das Geld in ein Schließfach am Wiener Westbahnhof deponieren, dort holt es ein Bote ab, der erst die Leerung des Briefkastens abwartet, bevor er den Umschlag einwirft. Da sich die Beamten keinen Reim darauf machen können, ordnet Fichtl die Festnahme des Boten an. Dieser gibt an, dass er seine Auftraggeber nicht kenne, er habe den Umschlag an einen Mag. Ritte adressiert. Kant erkennt darin den Namen des belgischen Malers René Magritte. Die Beamten entdecken, dass das Geld über den Keller des Hauses, an dem der Briefkasten angebracht ist, aus diesem entnommen wurde. Mag. Ritte beobachtet die Ermittlungen der Polizei vor Ort; da er gekleidet ist wie der Maler, spricht Kant ihn an und lässt ihn festnehmen, doch er streitet jedwede Tatbeteiligung ab. Er gibt lediglich an, den belgischen Maler Magritte zu lieben.
Mag. Ritte lebt noch bei seiner Mutter, diese gibt an, dass ihr Mann irgendwann verschwunden sei und für tot erklärt wurde. Da die Familie gut situiert ist, scheidet ein finanzielles Motiv für die Morde aus, Kant und Varanasi mutmaßen, dass Mord wie das Kopieren von Magritte-Bildern seine Kunst sei. Bei einer umfangreichen Exhumierung von vom Bestatter Jordan beerdigten Leichen auf diversen Friedhöfen Wiens finden die Beamten zahlreiche Särge mit zwei Leichen, Varanasi nimmt auch Frau Hohenberg fest, auch zahlreiche andere Beteiligte werden festgenommen. Da allerdings keiner der Festgenommenen umfangreich gesteht, kommen lediglich Anklagen wegen kleinerer Delikte wie Störung der Totenruhe oder das unrechtmäßige Führen von Titeln in Betracht. Als die Beamten fast schon resignieren, wird die Leiche des obdachlosen Zeugen auf einer Baustelle gefunden, anhand von DNA-Spuren an seiner Hand kann Mag. Ritte so doch noch des Mordes überführt werden.

## Einschaltquoten und Hintergrund
Der Tatort Morde ohne Leichen erreichte bei seiner Erstausstrahlung in der ARD 5,85 Mio. Zuschauer, was einer Quote von 18,01 % entsprach.

## Kritik
TV Spielfilm bewertete den Film mittelmäßig, fand, „die originelle, wenn auch etwas makabre Geschichte wurde leider ziemlich lahm und nicht sehr glaubwürdig in Szene gesetzt“. Das gnädige Fazit lautete: „Routiniert, aber auch schön skurril“. Die Tatort-Fans auf tatort-fundus.de bewerten diese Folge hingegen fast fortwährend als eine der besten zehn Tatort-Folgen aller Zeiten.